# Аурел Влайку
Аурел Влайку (19 листопада 1882 — 13 вересня 1913) — румунський інженер, винахідник, авіаконструктор і пілот.
Народився в селі Бінтінті у Трансільванії, яка в той час входила до складу Австро-Угорщини (пізніше це село було перейменовано на його честь). Середню освіту здобув у кальвіністській школі в Орасті, яку закінчив у 1902 році. Пізніше навчався в Будапештському технічному університеті та університеті Людвіга Максиміліана в Мюнхені, Німеччина. У 1907 році отримав диплом інженера.
Після здобуття вищої освіти працював на автомобільному заводі Opel в Руссельхаймі, Німеччина. У березні 1909 року Влайку повернувся в рідне село, щоб побудувати планер, на якому здійснив свій перший політ влітку того ж року. У тому ж році він переїхав до столиці Королівства Румунія, Бухарест, де почав будувати літак під назвою «Влайку I». 17 червня 1910 Влайку здійснив перший політ на своєму літаку. Другий літак серії, «Влайку II», був закінчений у квітні 1911 року. За цей літак Влайку отримав грошовий приз у сумі 7500 австро-угорських крон завдяки точності приземлення та іншим успіхам у польоті — це сталося в 1912 році в ході авіаційного тижня в Асперне поблизу Відня, де він змагався з 42 іншими пілотами.
Влайку загинув 13 вересня 1913 року в околицях Кимпіна, коли його літак типу «Влайку II» розбився при спробі перетнути Карпати, був похований на кладовищі Беллу в Бухаресті.